# Haysville (Pennsilvània)
Haysville és una població dels Estats Units a l'estat de Pennsilvània. Segons el cens del 2000 tenia 78 habitants.

## Demografia
Segons el cens del 2000, Haysville tenia 78 habitants, 36 habitatges, i 21 famílies. La densitat de població era de 150,6 habitants per quilòmetre quadrat.
Dels 36 habitatges en un 22,2% hi vivien nens de menys de 18 anys, en un 41,7% hi vivien parelles casades, en un 13,9% dones solteres, i en un 38,9% no eren unitats familiars. En el 27,8% dels habitatges hi vivien persones soles el 13,9% de les quals corresponia a persones de 65 anys o més que vivien soles. El nombre mitjà de persones vivint en cada habitatge era de 2,17 i el nombre mitjà de persones que vivien en cada família era de 2,68.
Per edats la població es repartia de la següent manera: un 15,4% tenia menys de 18 anys, un 9% entre 18 i 24, un 30,8% entre 25 i 44, un 23,1% de 45 a 60 i un 21,8% 65 anys o més.
L'edat mediana era de 42 anys. Per cada 100 dones de 18 o més anys hi havia 78,4 homes.
La renda mediana per habitatge era de 33.750 $ i la renda mediana per família de 49.375 $. Els homes tenien una renda mediana de 29.167 $ mentre que les dones 21.250 $. La renda per capita de la població era de 53.151 $. Entorn del 9,5% de les famílies i el 17,3% de la població estaven per davall del llindar de pobresa.

## Poblacions més properes
El següent diagrama mostra les poblacions més properes.